# Турувка-Стара
Турувка-Стара (пол. Turówka Stara) — село в Польщі, у гміні Сувалки Сувальського повіту Підляського воєводства.
Населення — 61 особа (2011).
У 1975-1998 роках село належало до Сувальського воєводства.

## Демографія
Демографічна структура станом на 31 березня 2011 року:
|          | Загалом | Допрацездатний вік | Працездатний вік | Постпрацездатний вік |
| -------- | ------- | ------------------ | ---------------- | -------------------- |
| Чоловіки | 31      | 5                  | 25               | 1                    |
| Жінки    | 30      | 5                  | 19               | 6                    |
| Разом    | 61      | 10                 | 44               | 7                    |